# John Kotz
John Kotz, né le 27 mars 1919 à Rhinelander, dans le Wisconsin, décédé le 8 mai 1999, est un ancien joueur américain de basket-ball. 

## Palmarès
- Champion NCAA 1941
- Most Outstanding Player 1941